# Mougon

Mougon este o comună în departamentul Deux-Sèvres, Franța. În 2009 avea o populație de 1,994 de locuitori.